# Monte Parodi
Der Monte Parodi ist ein 673 m s.l.m. hoher Berg im nordwestlichen Abschnitt des Golfs von La Spezia, in der norditalienischen Region Ligurien.
Der Berg fällt in Richtung Süden mit hügelförmigen Ausläufern bei Porto Venere zum Ligurischen Meer ab und trennt das Stadtgebiet La Spezias von dem Territorium des Nationalparks der Cinque Terre. Mit Letzterem ist er über einen Wanderweg verbunden.
Seit jeher ist der Monte Parodi ein beliebtes Ausflugsziel für die Bewohner La Spezias gewesen, die an seinen Hängen Zuflucht vor der Hitze in der Stadt suchen. In den Sommermonaten Juli und August liegt die Temperatur auf dem Berg stets sechs bis sieben Grad unter der des Meeresniveaus. Außerdem gelangt man vom Monte Parodi auf den Ligurischen Höhenweg und zu den Wander- und Spazierwegen der Cinque Terre. Da er die höchste Erhebung des Golfs darstellt, wurden auf seinem Gipfel zwei Radio- und Fernsehmasten installiert, die die Provinzhauptstadt sowie die angrenzenden Gemeinden versorgen.